# Cocody HBC
Pour les articles homonymes, voir Cocody (homonymie).
Le Cocody Hand-Ball Club est un club ivoirien de hand-ball basé à Abidjan. Il est présidé par Richard Touman et entrainé par M'Bo Lambert.

## Palmarès
- 2002 : Finaliste de la Coupe nationale féminine

## Joueurs
- Kouadio Abib
- Kouadio Dieudonné

## Joueuses et anciennes joueuses
- Tra Lou Edwige
- Konan Nadège
- Diomandé Natta
- Kouassi Maryska
- Gnamkou N'Doua Lydie
- Kodombo Juliette